# Charles Portis
Pour les articles homonymes, voir Portis.
Charles Portis (Charles McColl Portis), né le 28 décembre 1933 à El Dorado dans l’Arkansas (États-Unis) et mort le 17 février 2020 à Little Rock (Arkansas), est un écrivain américain.
Connu surtout pour son premier roman Norwood (1966) et son roman western True Grit (1968), adaptés tous deux au cinéma (Norwood est adapté au cinéma par Jack Haley Jr. en 1970 et devient Norwood; True Grit est d'abord adapté par Henry Hathaway : Cent dollars pour un shérif en 1969, puis par les frères Coen : True Grit en 2010).

## Biographie
D'abord engagé dans les marines et promu sergent, au moment de la guerre de Corée, Charles Portis fréquente à partir de 1955 l'université de l'Arkansas où il commence sa carrière de journaliste en écrivant dans les journaux étudiants. Diplômé en journalisme en 1958, il travaille pour l'Arkansas Gazette puis pour le New York Herald Tribune pour lequel il couvre en particulier la période du combat pour les droits civiques dans son Sud natal puis passe un an à Londres.
En 1964, il abandonne le journalisme et commence une carrière d'écrivain en rédigeant ses premiers textes de fiction. Son premier roman Norwood paraît en 1966 (d'abord en plusieurs livraisons dans le Saturday Evening Post, bimensuel américain qui a publié des textes de nombreux auteurs importants) et rencontre le succès : il sera adapté au cinéma par Jack Haley Jr. avec Glen Campbell et Kim Darby en 1970. Le roman mêle un road movie du Texas à New York avec les rencontres et le regard décalé d'un vétéran des marines sur la société américaine du Sud ou des grandes métropoles.
Son deuxième roman True Grit (publié d'abord dans le Saturday Evening Post en 1968) est encore mieux accueilli et est lui aussi adapté au cinéma d'abord par Henry Hathaway en 1969, sous le titre Cent dollars pour un shérif, et de nouveau en 2010 par les frères Joel et Ethan Coen sous le titre original du roman True Grit. La traduction française parue en janvier 2011 aux Éditions du Serpent à Plumes conserve ce même titre. Ce roman à l'écriture aiguisée utilise les ressorts classiques du western et demeure l'œuvre la plus connue de Charles Portis.
Il vit discrètement dans le Sud des États-Unis et au Mexique. Il a publié trois autres romans : Un chien dans le moteur (The Dog of the South, 1979), Masters of Atlantis (1985), Gringos (1991) et un certain nombre de nouvelles et d'articles.

## Œuvre

### Romans
- Norwood (1960)
- Mattie ou Cent dollars pour un shérif / True Grit (1968)
- Un chien dans le moteur (The Dog of the South) (1979)
- Masters of Atlantis (1985)
- Gringos (1991)

### Recueil de nouvelles
- Escape Velocity: A Charles Portis Miscellany (2012)

## Adaptations

### Au cinéma
- 1969 : Cent dollars pour un shérif, film américain réalisé par Henry Hathaway d’après le roman True Grit, avec John Wayne, Kim Darby, Glen Campbell et Robert Duvall.
- 1970 : Norwood, film américain réalisé par Jack Haley Jr. d’après le roman éponyme, avec Glen Campbell, Kim Darby et Joe Namath.
- 1975 : Une bible et un fusil (Rooster Cogburn), film américain réalisé par Stuart Millar, inspiré des personnages du roman True Grit, avec John Wayne, Katharine Hepburn, Anthony Zerbe et Richard Jordan.
- 2010 : True Grit, film américain réalisé par les frères Joel et Ethan Coen] d’après le roman éponyme, avec Jeff Bridges, Matt Damon, Josh Brolin et Hailee Steinfeld.

### À la télévision
- 1978 : True Grit: A Further Adventure (en), téléfilm américain réalisé par Richard T. Heffron, inspiré des personnages des films Cent dollars pour un shérif et Une bible et un fusil, avec Warren Oates, Lisa Pelikan, Lee Meriwether et Parley Baer.